# Let Japan Airlines 123
Let Japan Airlines 123 byl pravidelným vnitrostátním leteckým spojem mezi Tokiem a Ósakou. 12. srpna 1985 stroj Boeing 747SR (reg. JA8119), který jej obsluhoval, vyslal nouzový signál a půl hodiny poté po neřízeném letu narazil do hory Takamagahara. Zahynulo 520 z 524 osob na palubě, což z havárie činí nejsmrtonosnější nehodu jediného letadla v historii. Havárii zavinilo hrubé selhání údržby.

## Příčiny a průběh nehody

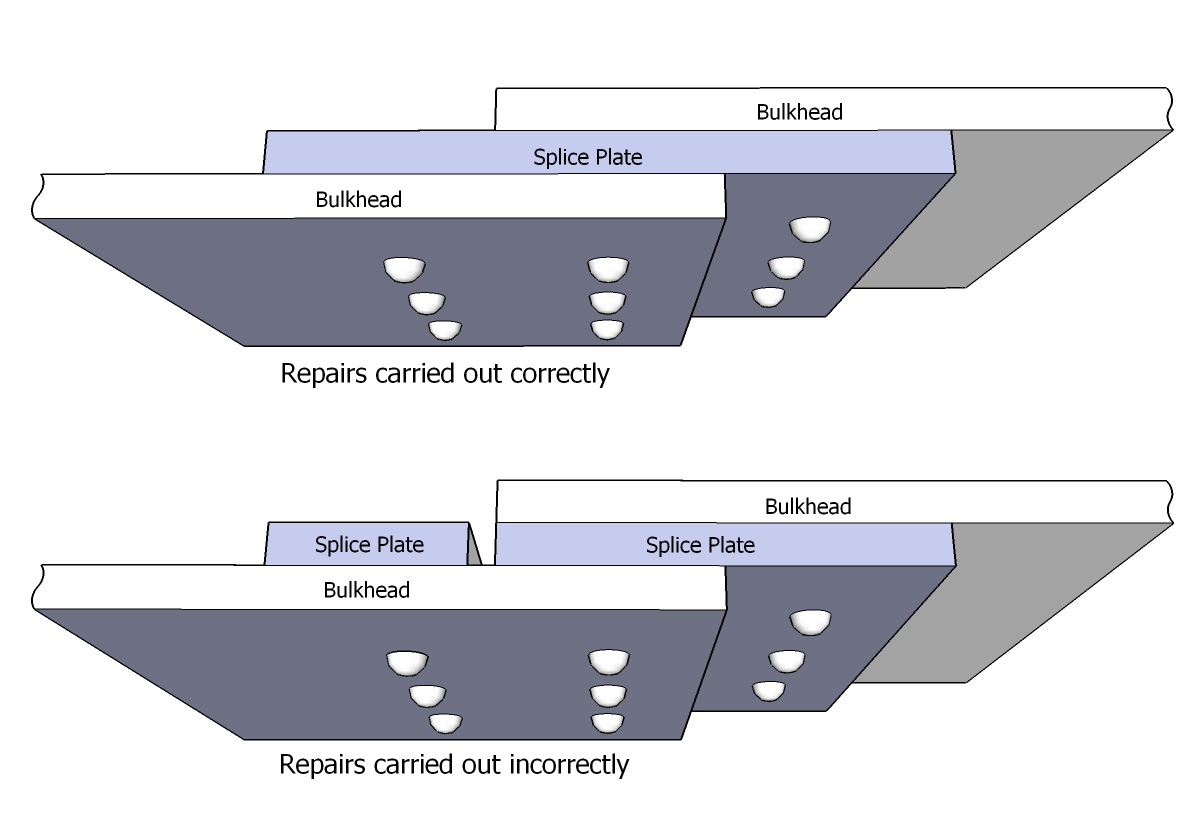
Správná vs. provedená oprava

Vyšetřování odhalilo jako příčinu katastrofy selhání tlakové přepážky v ocasu letounu, které bylo zapříčiněno vadnou opravou provedenou před sedmi lety. V jejím důsledku byl jeden z panelů přepážky držen jen jednou řadou nýtů namísto dvěma, a bylo jen otázkou času, než se přepážka roztrhne.
Když se tak stalo, explozívní dekomprese utrhla velkou část ocasu, v důsledku čehož ztratil letoun stabilitu. Zároveň bylo přerušeno vedení všech hydraulických systémů, které v důsledku toho ztratily hydraulickou kapalinu a staly se nefunkčními. Letoun se tak stal prakticky neřiditelným a začal se neovladatelně zmítat.
Posádka, která mohla korigovat chování letounu pouze změnami tahu motorů a několika málo dalšími triky, dělala v následujících chvílích všechno možné i nemožné, aby letoun zachránila, ale situace se nedala zvládnout. 32 minut, po které dokázali piloti udržet zmítající se letoun ve vzduchu, představuje mimořádný výkon, který nedokázala zopakovat žádná z posádek, které se z pověření vyšetřovatelů pokoušely řešit vzniklou situaci na simulátoru.

## Oběti
Náraz přežil větší počet lidí, ale jelikož záchranáři dorazili až po dvanácti hodinách, dožili se jejich příchodu jen čtyři cestující. Čtyři přeživší ženy seděly na levé straně v zadní části letadla. 
S 520 mrtvými je tato havárie nejsmrtonosnější havárií zahrnující jediný stroj v celé historii letectví a druhou nejsmrtonosnější vůbec – hned po srážce dvou boeingů na Tenerife (nezapočítáme-li lety American Airlines 11 a United Airlines 175 se všemi následky).

## Média
Havárie se stala námětem pro díly dokumentárních seriálů Letecké katastrofy a Vteřiny před katastrofou.
Nahrávka z černé skříňky se objevila i v albu Reise, Reise od skupiny Rammstein na CD, dá se pustit přetočením úvodní skladby Reise Reise do „mínusových hodnot“.